# 汉堡附近文托夫
汉堡附近文托夫（德語：Wentorf bei Hamburg，發音：[ˈvɛntɔʁf baɪ ˈhambʊʁk] ⓘ）是德国石勒苏益格-荷尔斯泰因州劳恩堡公国县的市镇，面积6.87平方千米，2023年12月31日人口为13,493人。